# Zanis Ansons
Zanis Ansons (4 de dezembro de 1911 - 24 de novembro de 1968) foi um oficial letão que serviu na  durante a Segunda Guerra Mundial. Foi condecorado com a Cruz de Cavaleiro da Cruz de Ferro.